# Primera campaña oriental
La Primera Campaña Oriental fue una campaña militar que tuvo lugar entre principios de mayo y finales de agosto de 1895 en la Provincia de Oriente de Cuba, en el contexto de la Guerra Necesaria (1895-1898).

## Antecedentes históricos
Ni la Guerra de los Diez Años (1868-1878), ni la Guerra Chiquita (1879-1880), habían logrado conseguir el objetivo principal que se habían propuesto quienes las iniciaron: La independencia total y definitiva de la isla de Cuba de su potencia colonial, España.
Entre 1880 y 1895, Cuba se adentra en el período de su historia que ha pasado a ser conocido como la Tregua Fecunda, también conocido como el “Reposo turbulento”, pues fue una época de relativa paz y prosperidad económica en la colonia, aunque matizada por levantamientos e insurrecciones intermitentes, que no lograron consolidarse lo suficiente como para ser considerados como nuevas guerras de independencia.

## Contexto histórico
Una vez iniciada la década de 1890, los cubanos exiliados o emigrados, en su mayoría establecidos en los Estados Unidos, comienzan a agruparse en torno a la figura, cada vez más prominente, de José Martí.
En dicho contexto, se funda el Partido Revolucionario Cubano (PRC), el 10 de abril de 1892, como partido único que agrupaba a todos los cubanos y no-cubanos que deseaban la independencia total de Cuba, con el objetivo adicional de auxiliar también la de Puerto Rico.
Con Martí como Delegado (Jefe) del Partido, se decide nombrar a los generales Máximo Gómez y Antonio Maceo, como jefes primero y segundo, respectivamente, de la futura tercera guerra de independencia cubana que se estaba planeando. Esto ocurrió en 1893.
Ya para finales de 1894, todas las condiciones materiales y organizativas parecían estar bien preparadas, tanto dentro como fuera de la isla, para dar inicio a la nueva guerra. Sin embargo, el fracaso del Plan de la Fernandina, supuso un serio contratiempo para los planes independentistas cubanos.
No obstante, se decidió comenzar la guerra, con o sin condiciones propicias, el domingo 24 de febrero de 1895, un día de carnavales y fiestas populares, para sorprender desprevenidas a las autoridades coloniales españolas y facilitar el inicio de la contienda. Varios de los alzamientos planificados fracasaron, resultando en la muerte o captura de algunos jefes importantes.
Sin embargo, la guerra continuó, con el éxito de los alzamientos en las provincias de Oriente y Las Villas, pero no empezó a tomar verdadera fuerza, hasta los desembarcos de los Hermanos Maceo, Martí y Gómez en el mes de abril. Luego de muchos avatares, los Maceo, Martí y Gómez, junto a otros jefes desembarcados, lograron asumir el mando de las tropas mambisas, que cada día se iban haciendo más numerosas con la incorporación de veteranos y de nuevos reclutas.
En este contexto, dieron inicio la Primera Campaña Oriental, en los primeros días de mayo de 1895 y la Campaña Circular, en junio del mismo año. La primera, comandada por el Lugarteniente General Antonio Maceo y la segunda por el Generalísimo Máximo Gómez.

## Campaña
De La Mejorana, donde sea habían encontrado los tres grandes jefes, Antonio Maceo salió con la misión de acelerar la guerra en la zona oriental. La Campaña de Oriente, iniciada a principios de mayo de ese año, tenía, entre otros fines, ganar la iniciativa, obtener armas y pertrechos, adiestrar a las fuerzas, consolidar la estructura del Ejército Mambí, crear las prefecturas mambisas y desarrollar condiciones favorables para la extensión de la guerra a otros lugares.
Comenzó el 6 de mayo, con ataques a varios poblados de Santiago de Cuba y la ocupación del poblado de El Cristo, por fuerzas al mando directo del General Antonio, acción en la que obtuvieron abundantes armas y municiones. Esa misma noche, Victoriano Garzón atacaba El Caney; Joaquín Planas, el poblado de Dos Bocas y Jesús Rabí, San Luis y un tramo de sus vías férreas. Todos ellos eran coroneles de las fuerzas del General Maceo.
El conjunto de acciones realizadas en y alrededor de la ciudad de Santiago de Cuba, no solamente proporcionó abundante material bélico, sino que evidenció la pujanza del Ejército Libertador en la guerra recién iniciada. La campaña, encabezada por el Lugarteniente General Antonio Maceo, duró aproximadamente cuatro meses y resultó victoriosa para los cubanos.

## Consecuencias
La victoria de esta importante campaña militar tuvo como consecuencia, conjuntamente con la Campaña Circular de Máximo Gómez, la rápida consolidación de las fuerzas cubanas en la guerra que se iniciaba, así como la consecución de importantes victorias militares, la incorporación de gran cantidad de combatientes a las filas mambisas y la obtención de nuevas armas y municiones.
Tras la conclusión exitosa de ambas campañas militares, tuvo lugar la Asamblea de Jimaguayú, en septiembre de 1895, en la cual se constituyó nuevamente el Gobierno de la República de Cuba en Armas (que había sido disuelto al final de la Guerra de los Diez Años, en 1878), con lo cual se dotó de aparato político y judicial a la Revolución.
- Datos: Q60827079